# 港口区
港口区是中国广西壮族自治区防城港市所辖的一个市辖区。总面积为370平方公里，區政府駐漁州坪街道建政路8號。

## 行政区划
港口区下辖4个街道办事处、2个镇：
渔州坪街道、白沙澫街道、沙潭江街道、王府街道、企沙镇和光坡镇。

## 人口
根据第七次全国人口普查结果，现将2020年11月1日零时港口区人口的主要数据公布如下：全区常住人口为244280人，与2010年第六次全国人口普查的155236人相比，十年共增加89044人，增长57.36%，年平均增长率为4.64% 。

## 交通

### 公路
- 210国道、 228国道